# 三津浜 (松山市)

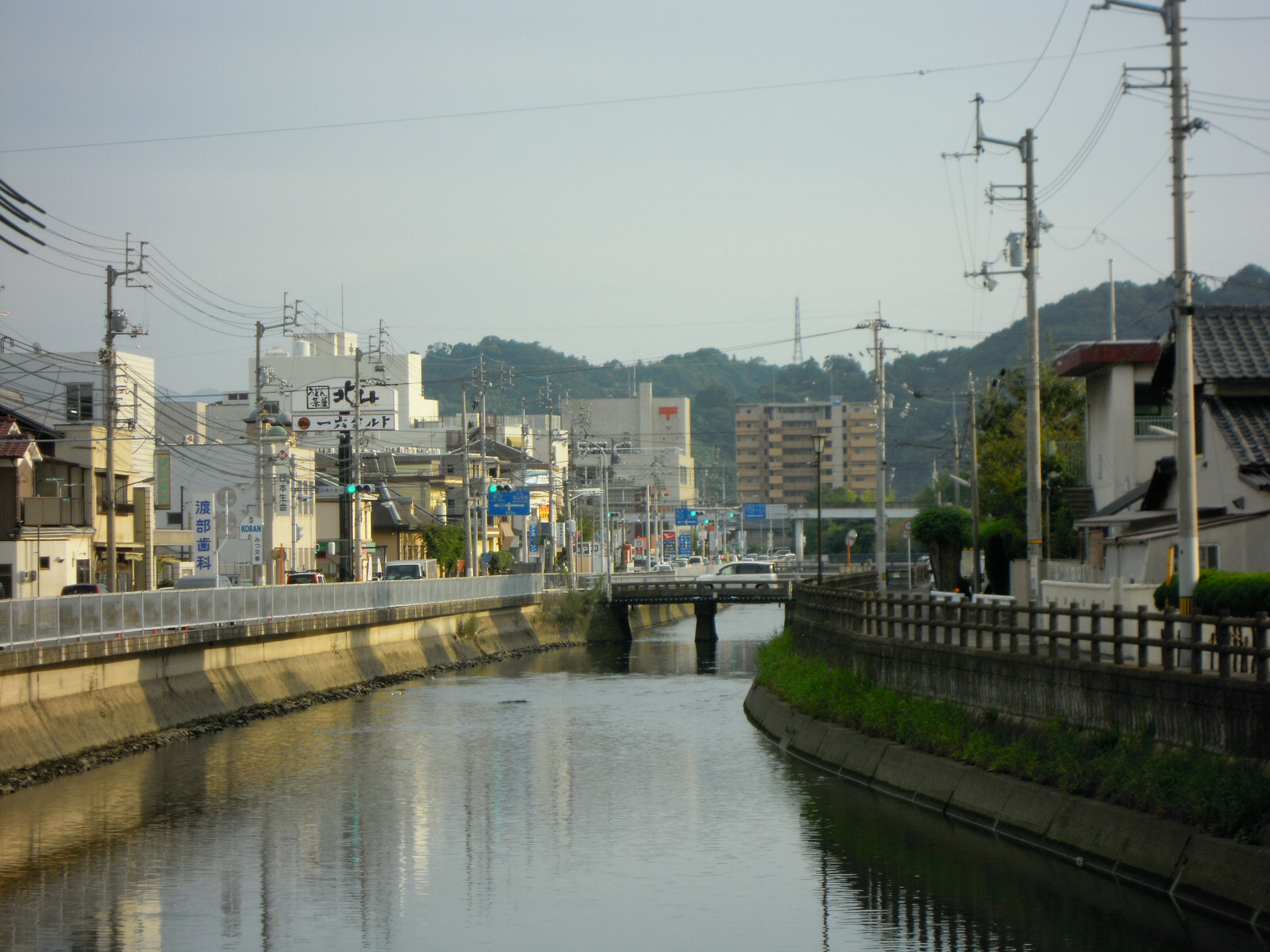
三津浜地区を流れる宮前川

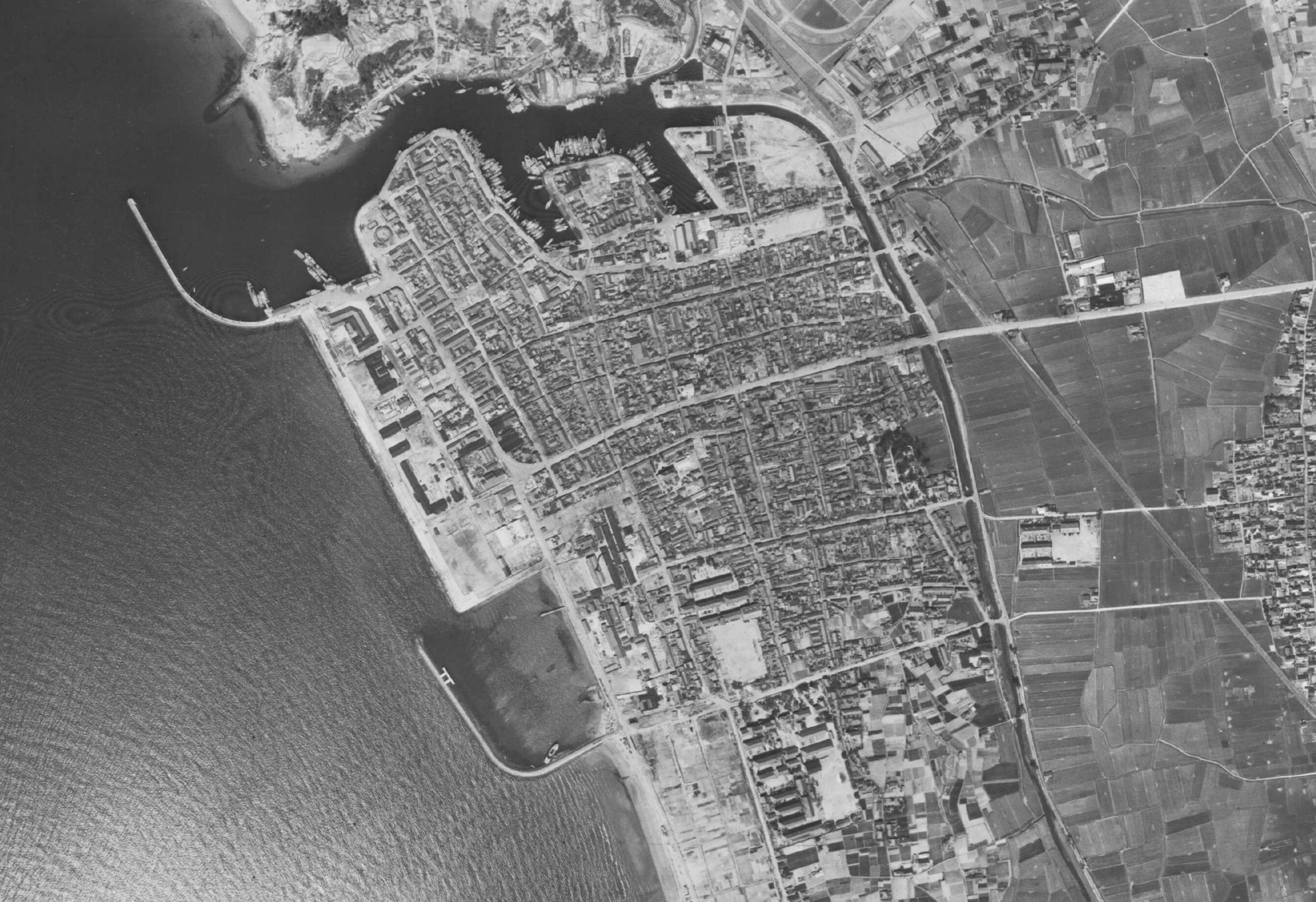
三津浜中心部周辺の空中写真。
1947年4月3日撮影の2枚を合成作成。。

三津浜（みつはま）は愛媛県松山市の西部にあたり、旧三津浜町域周辺に当たる地区の名称である。

## 概要
松山市の西部に位置する三津浜地区は昔から漁業と商業で栄えた地区で、昔ながらの住宅形成のため、土地面積の割に人口の多い場所となっている。西部には三津浜港や松山外港が、中央部には伊予鉄道三津駅が位置し、三津浜商店街が両者を結んでいる。また地区の東部にはJR三津浜駅が位置している。

## 地理

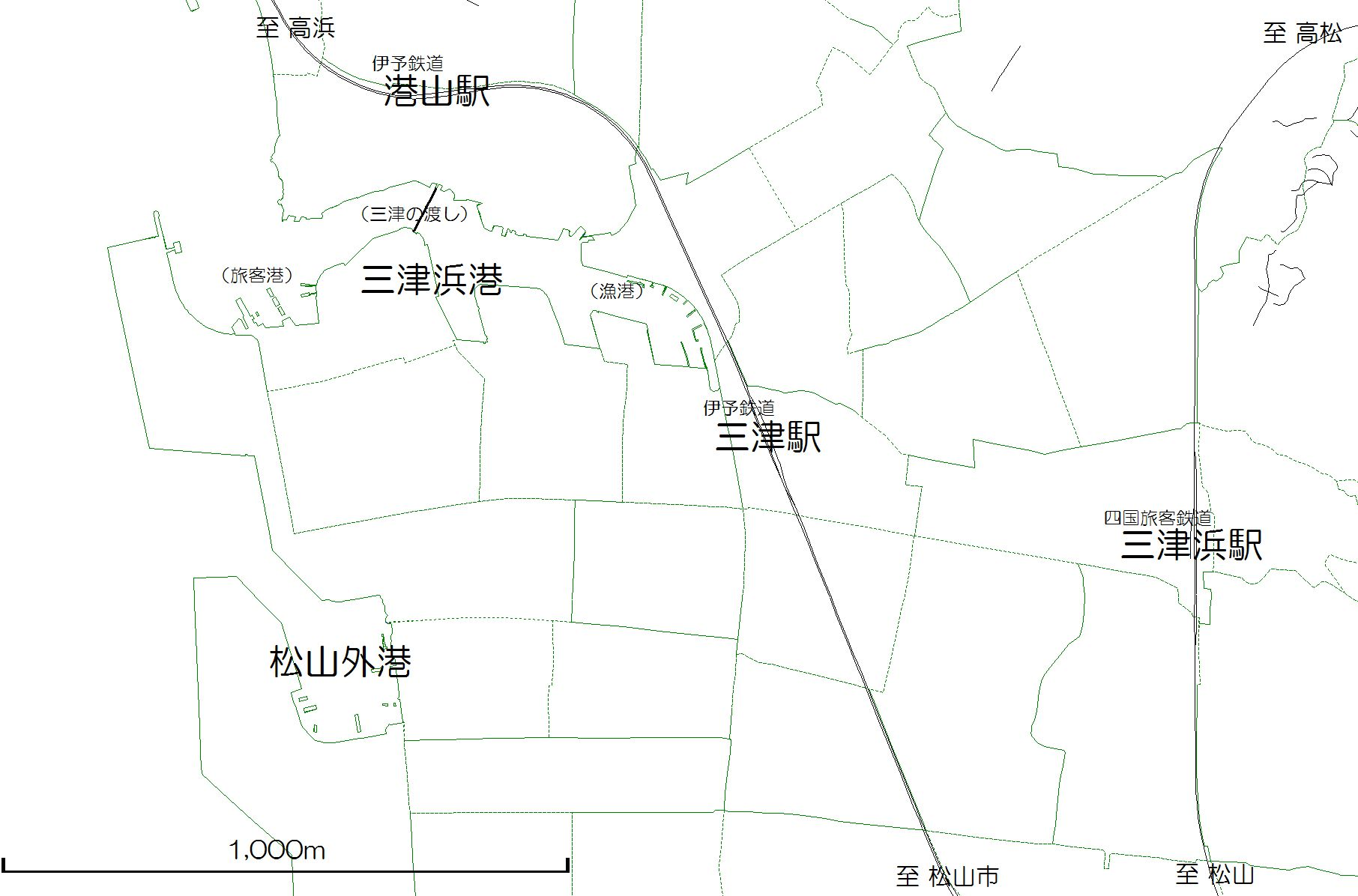
三津浜地区の関係図

松山市役所から北西に4kmほどの場所に位置しているが、南北および東側に丘が、西側に瀬戸内海が広がっており連続した平野上ではない。

## 交通
松山市の繁華街からは国道および複数の鉄道路線によって結ばれている。

### 鉄道
- 伊予鉄道高浜線 三津駅 - 地区中央部に位置している。
- 四国旅客鉄道（JR四国）予讃線 三津浜駅 - 地区の東部に位置している。

### 路線バス
- 伊予鉄バス
  - 三津港線 - 地区西部と市の中心部を結ぶ。
  - 三津ループ線 - 地区内を結ぶ。

### 道路
- 愛媛県道40号松山東部環状線
- 愛媛県道19号松山港線（松山市三杉町）
- 愛媛県道19号松山港線（松山市高山町）
- 愛媛県道183号
- 愛媛県道186号
- 愛媛県道22号
- 国道437号

### 渡船
- 三津の渡し

## 出身人物
- 江刺伯洋（南海放送アナウンサーで同地区出身を公表。）
- 田丸雅智（ショートショート作家で同地区出身。）

## ギャラリー

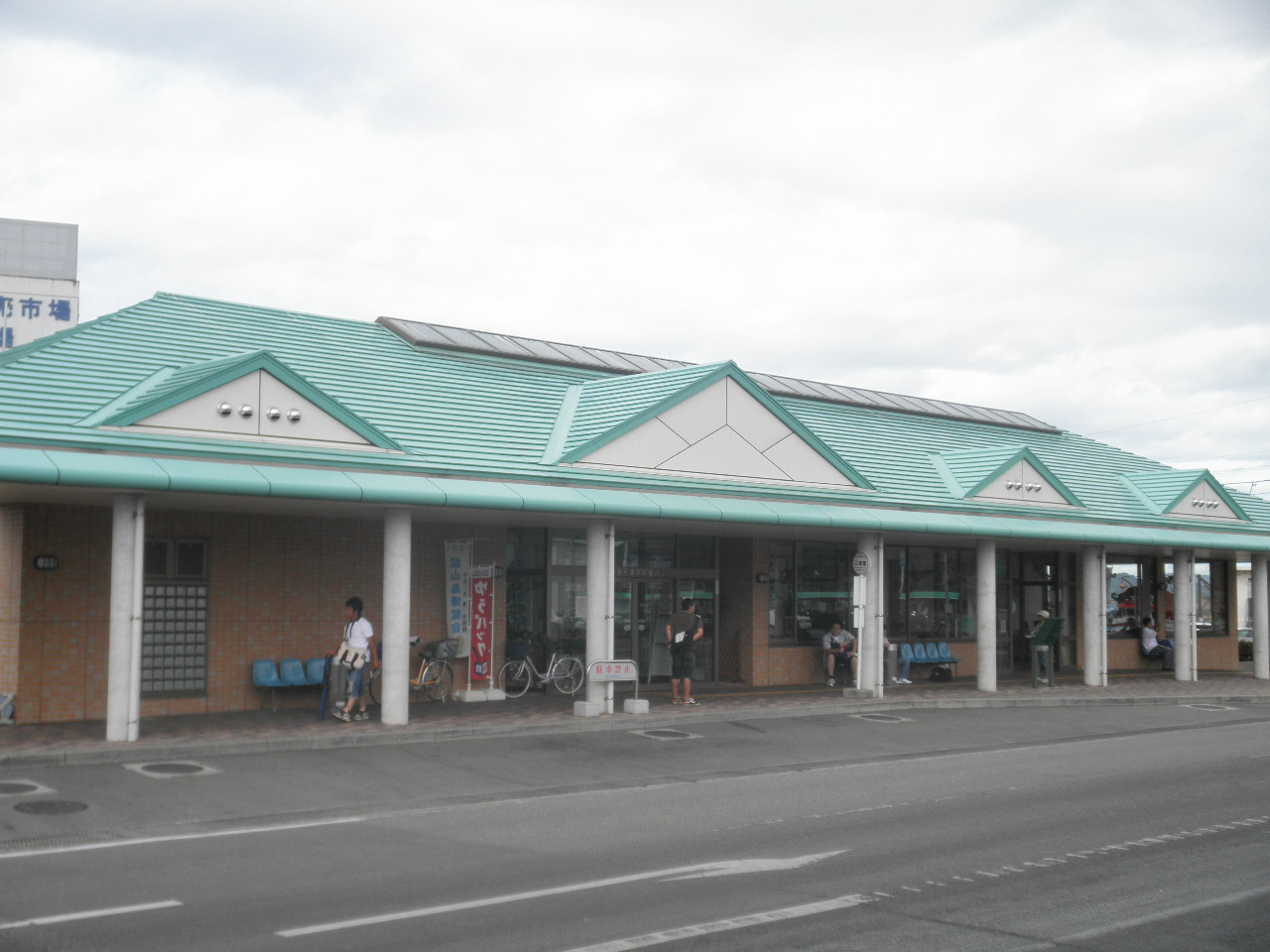
松山港旅客待合所
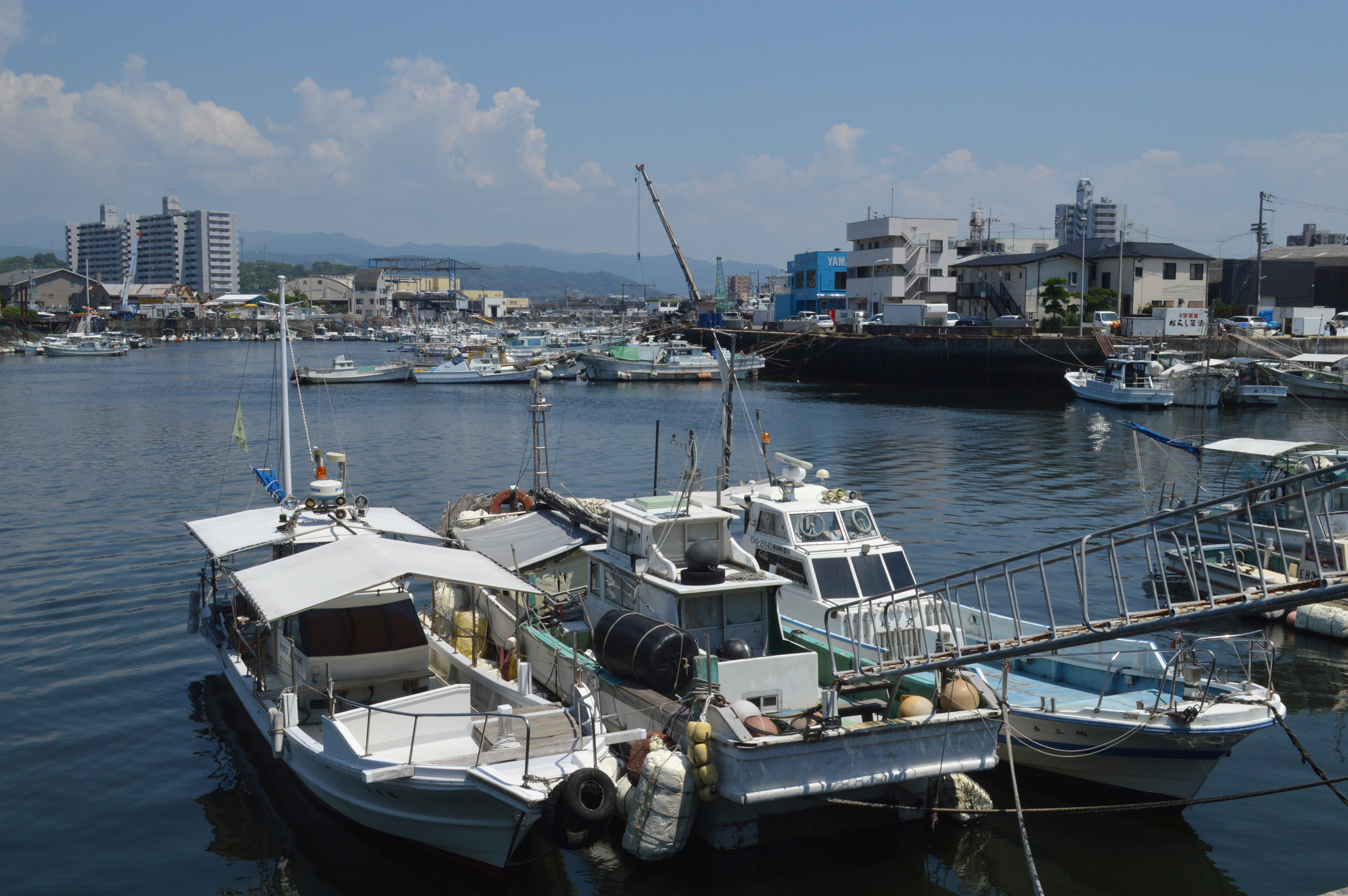
三津浜漁港
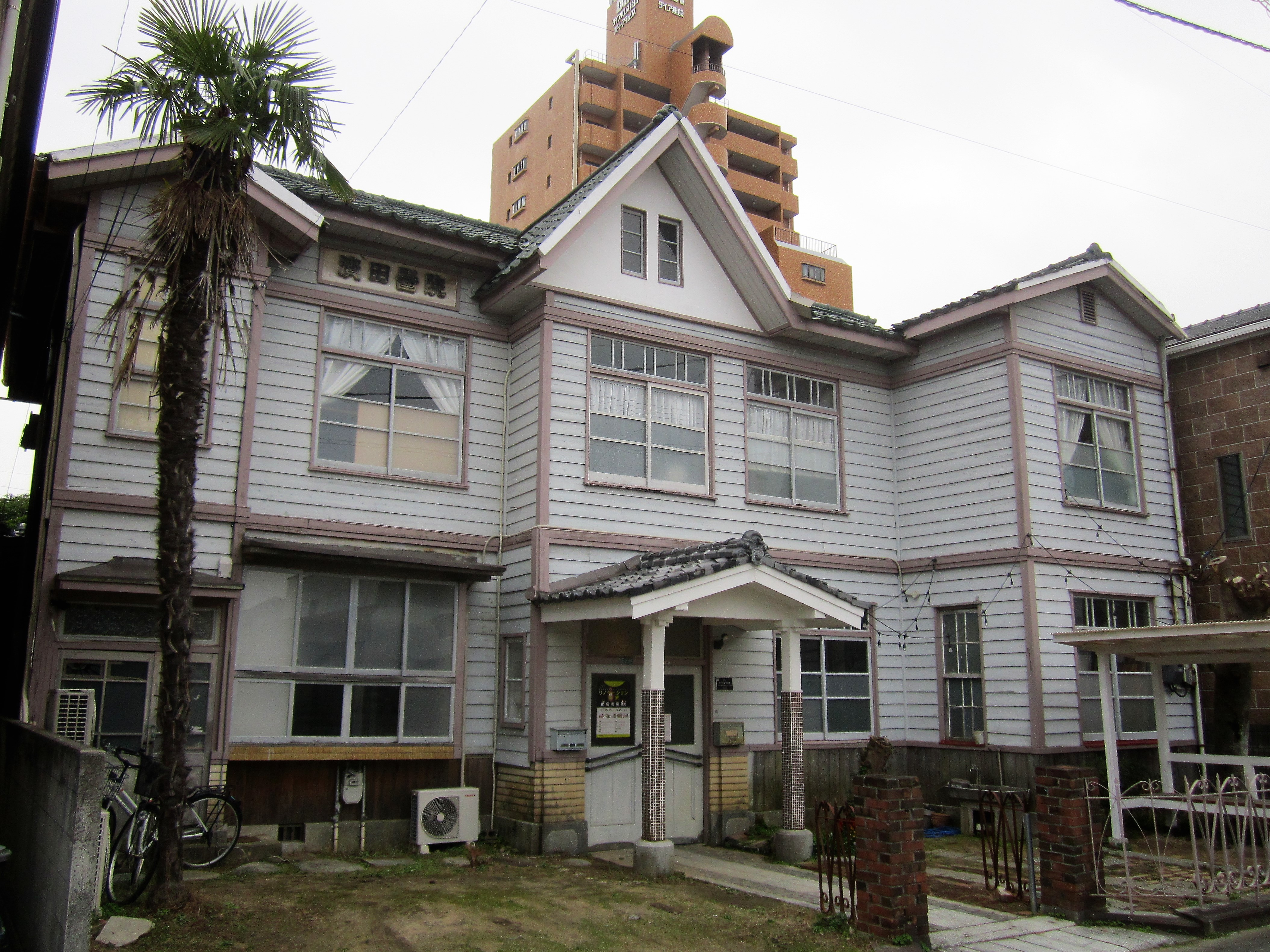
旧濱田医院
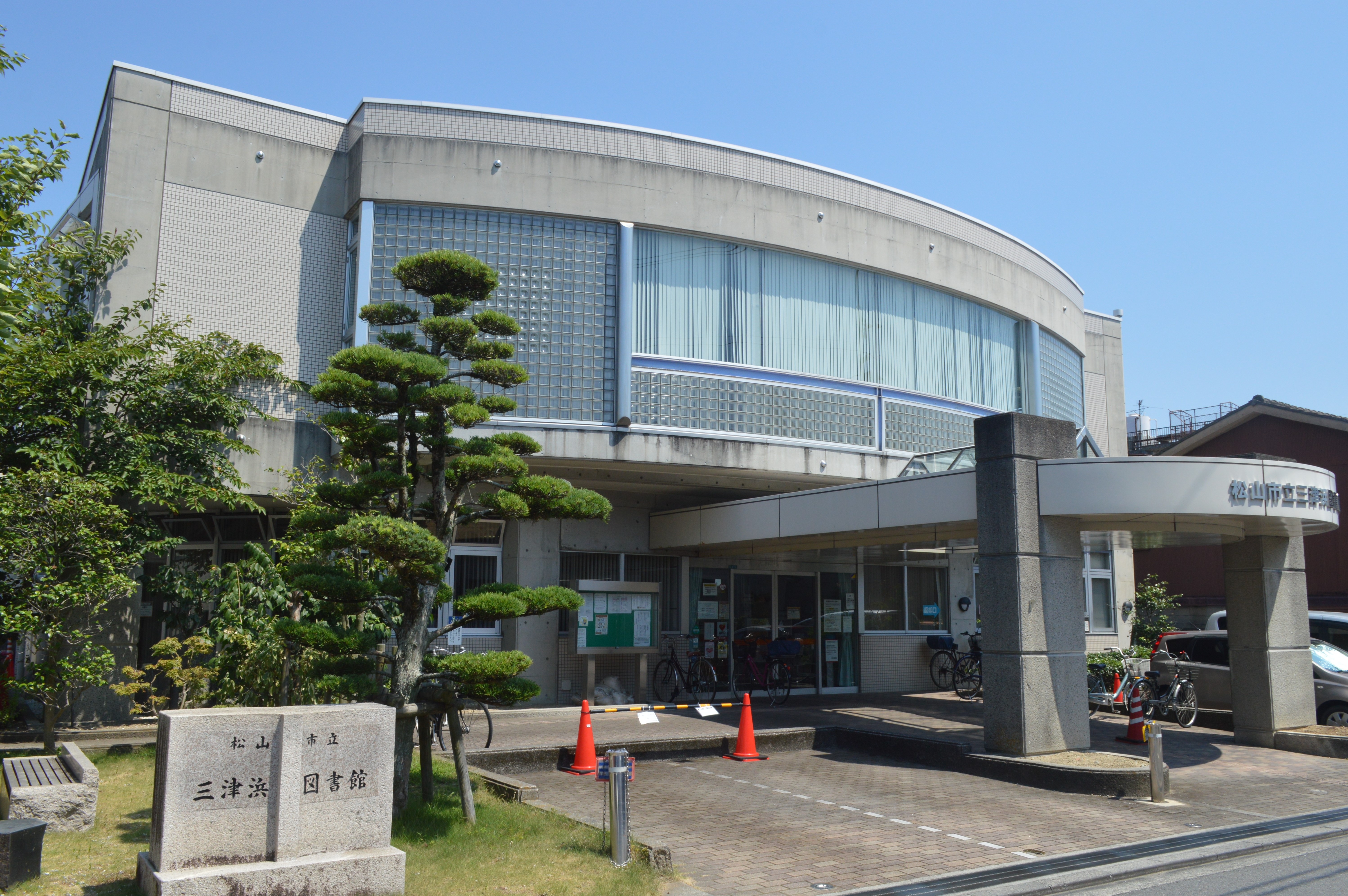
三津浜図書館
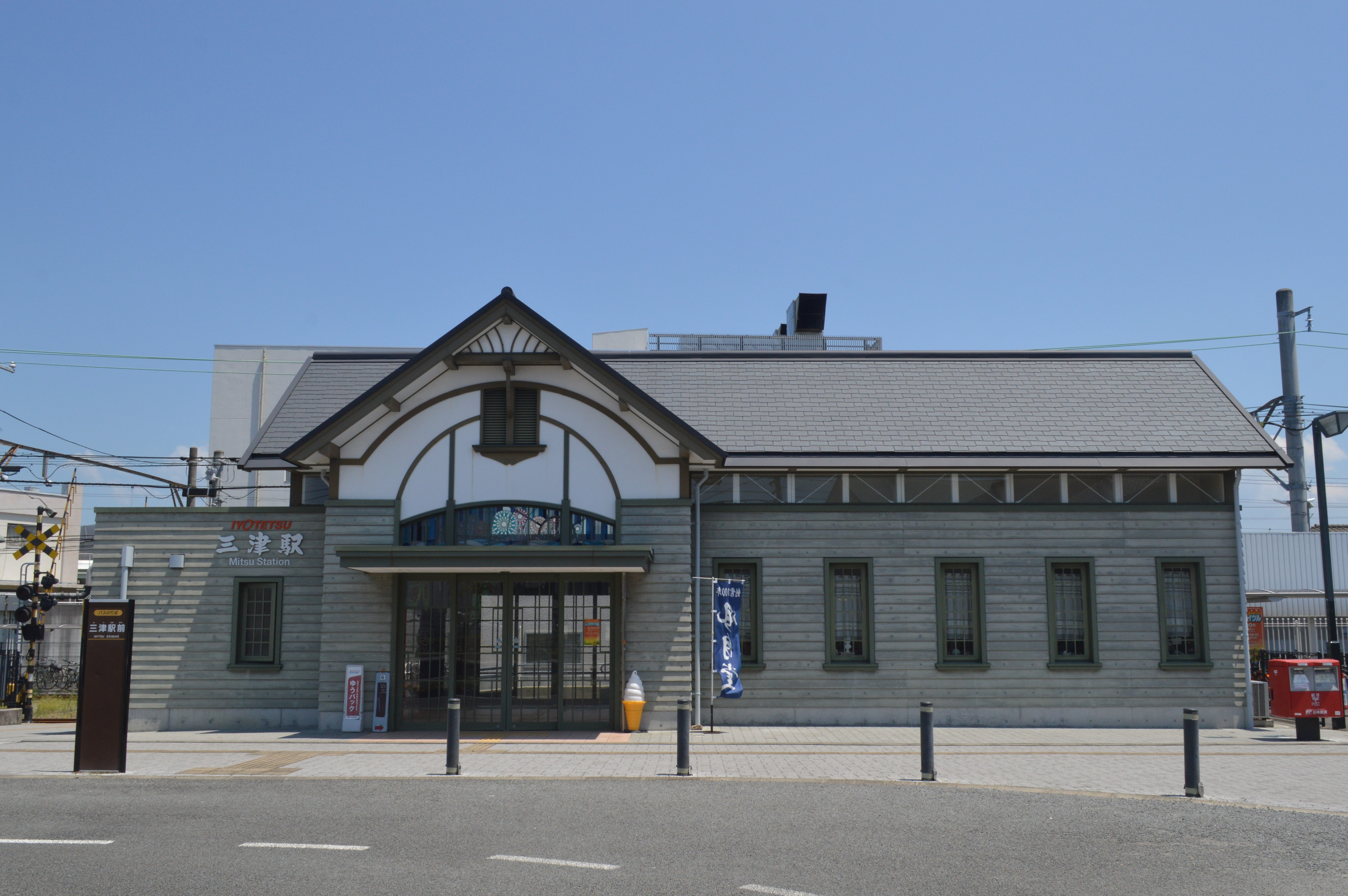
伊予鉄道三津駅
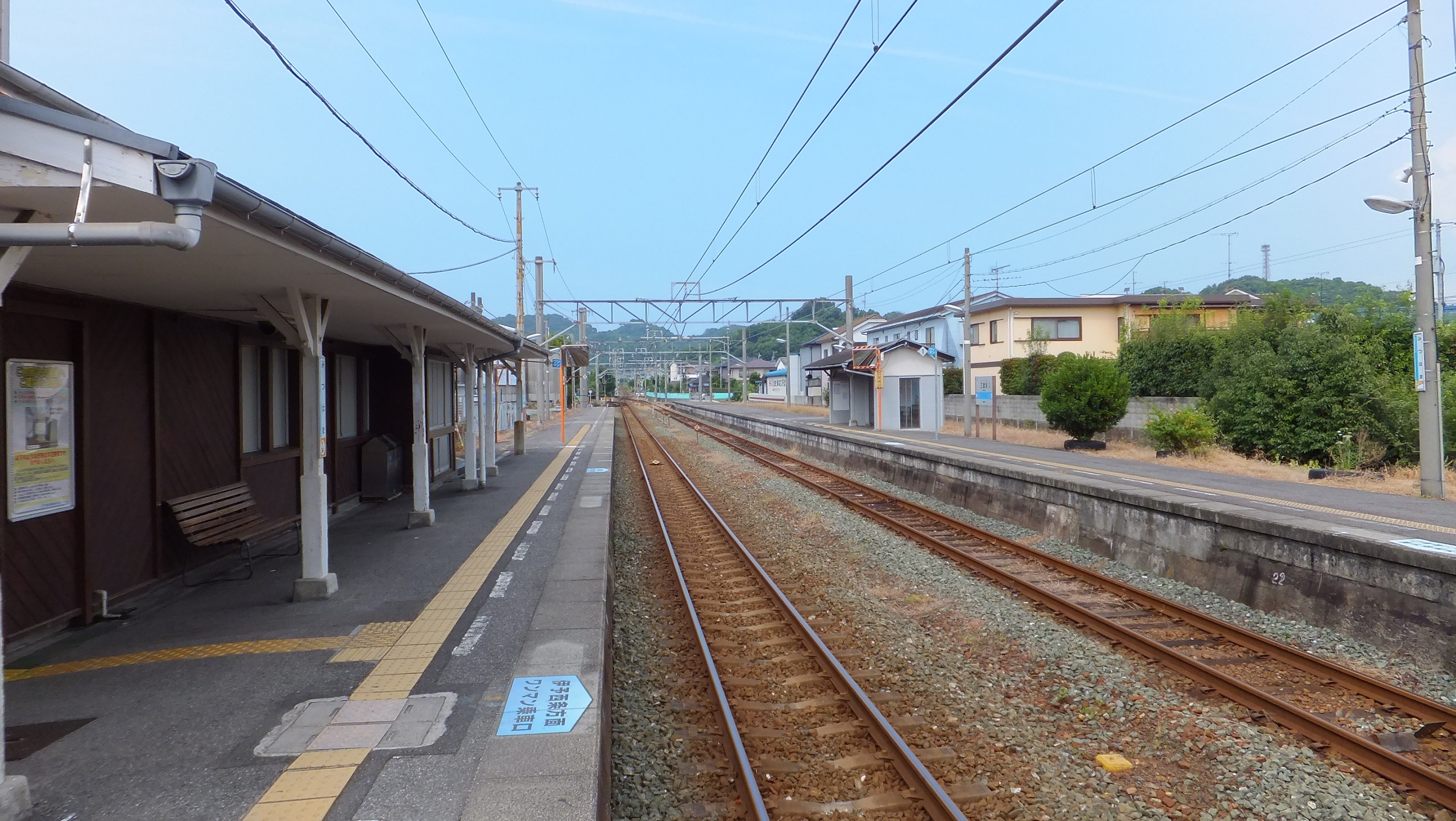
JR三津浜駅
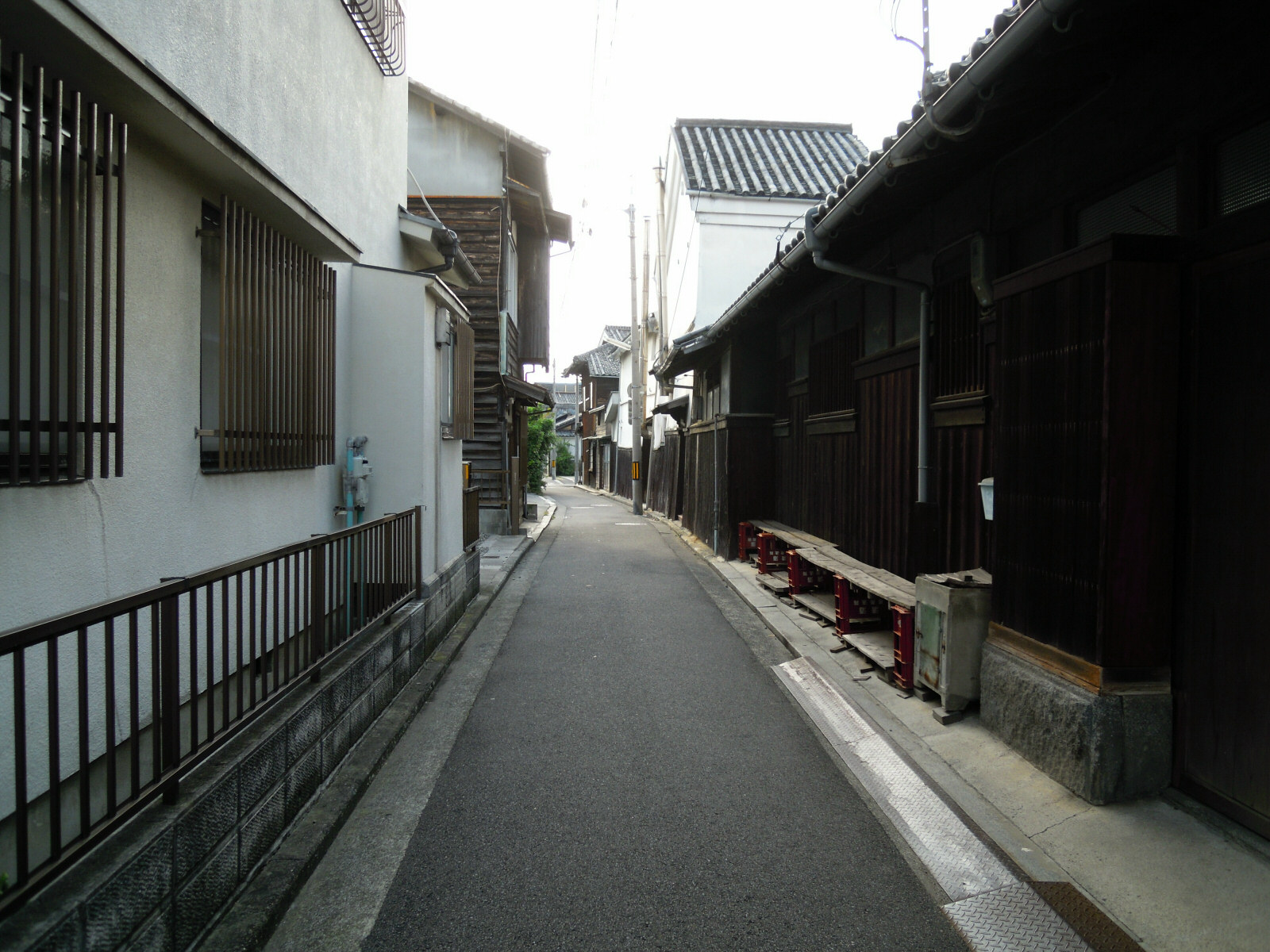
三津2丁目の路地裏
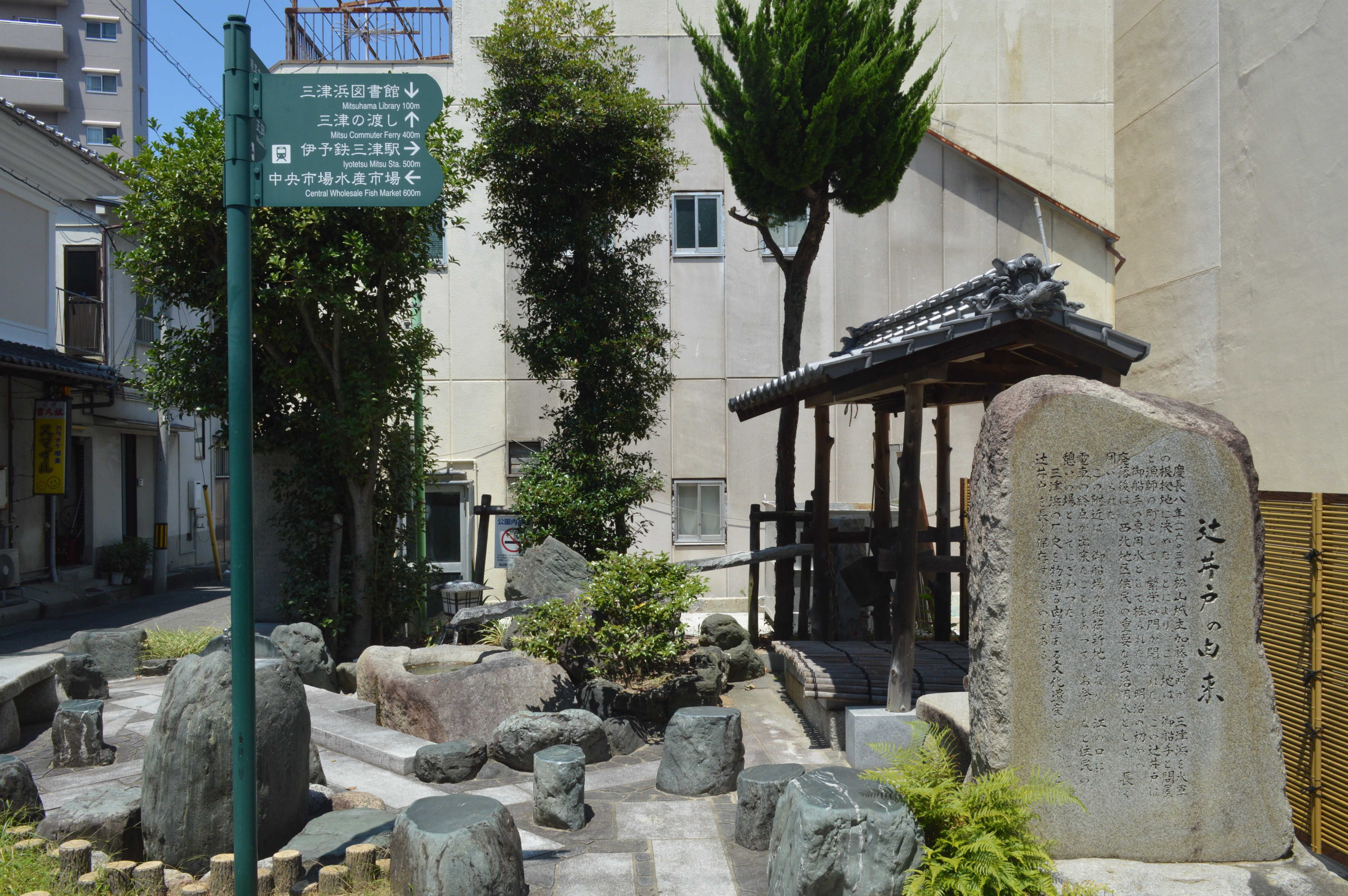
商店街の辻井戸